# Salamatou Sow
Pour les articles homonymes, voir Sow.
Salamatou Sow, née le 1er janvier 1963 à Lamordé, un quartier de Niamey au Niger, est une linguiste et anthropologue nigérienne.

## Biographie
Après des études supérieures en linguistique à l’université de Niamey, elle prolonge sa formation par un doctorat à l’Institut national des langues et civilisations orientales (INALCO) à Paris, jusqu’en 1994, puis par des recherches post-doctorales à l’université de Lausanne. Elle revient ensuite au Niger, y est nommé maître-assistante en 1998, puis professeure en 2006. Elle collabore à différents programmes de l’UNESCO. Elle est enseignante et chercheuse  à l’université Abdou Moumouni de Niamey .
Ses axes de recherche portent notamment sur la dialectologie et la construction des identités linguistiques et sociales des Peuls, et leur patrimoine alimentaire.

## Principales publications
- « Introduction du lait industriel chez un peuple de pasteurs, les Peuls : réalités et représentations », Revue d’Ethnolinguistique, Cahiers du LACITO n° 7,‎ 1995, p. 225-24l.
- « Mots et Maux pour décrire la pauvreté », Annales de l’Université Abdou Moumouni de Niamey, numéro hors série, Actes du Colloque « Urbanisation et Pauvreté en Afrique de l’Ouest,‎ 1998, p. 25-34.
- Le gaawoore : parler des Peuls Gaawoobe (Niger occidentale), Dudley, Mass., Peeters, 2002.
- « Les représentations du ver dans les cultures agro-pastorales peules du Niger », Les insectes dans la tradition orale, Actes du colloque les insectes dans la tradition orale, LACITO, no 407,‎ 2003, p. 305-314.
- « Le lait patrimoine des Peuls pasteurs du Niger : pratiques alimentaires, représentations et usages non alimentaires chez les Gaawoo’be du Gourma », Patrimoines naturels au Sud, Colloques et Séminaires, IRD Paris,‎ 2005, p. 419-442.
- Pratiques et représentations linguistiques au Niger : résultats d’une enquête nationale, Lausanne, Cahiers de l’ILSL no 15, 2004.
- Du zébu à l’Iroko, patrimoines naturels africains, Annales de l’Université de Niamey, IRD-Université de Niamey, 2005.
- « Wagassi : dynamique linguistique et socioculturelle de l’invention d’un fromage peul dans la savane et la forêt ouest-africaine », dans Maggy Bieulac-Scott (dir.), Cultures des laits du monde. Actes du colloque des 6 et 7 mai 2010 au Muséum national d’histoire naturelle, Paris, Observatoire Cniel des habitudes alimentaires, 2011.

### Webographie
- Notices d'autorité :   - VIAF
  - ISNI
  - BnF (données)
  - IdRef
  - LCCN
  - GND
  - Belgique
  - Pays-Bas
  - WorldCat
- Frédéric Lenoir et Leili Anvar, « Le Soufisme en pays Peul avec Salamatou Sow », Les Racines du ciel, sur France Culture.
- « Salamatou Sow », sur le site de l’Université de Tours.